# BET-20
De Bucharest Exchange Trading Index (BET-20) is een Roemeense aandelenindex. De index bevat de twintig grootste fondsen van de effectenbeurs van Boekarest, de Bucharest Stock Exchange. De index is gelanceerd in september 1997 met een startniveau van 1000 punten. Op 3 mei 2007 bereikte de index 8841 punten. In november 2008 was de BET weer teruggevallen tot onder de 3000 punten. De drie grootste componenten van de index zijn de investeringsfonds Fondul Proprietatea, bank Banca Transilvania en olieconcern OMV Petrom. Bij de herweging viermaal per jaar wordt het percentage vrij verhandelbare aandelen (free float) meegenomen in de berekening.
 AEX ·  ATX ·  BEL 20 ·  BET-20 ·  BIRS ·  BUX ·  CAC 40 ·  CROBEX ·  DAX ·  FTSE 100 ·  FTSE MIB ·  IBEX ·  Iceland 15 ·  ISEQ ·  LuxX ·  OMX Copenhagen 20 ·  OMX Helsinki 25 ·  OMX Stockholm 30 ·  OBX ·  PSI ·  PX Index ·  SAX ·  SMI ·  WIG 20